# Надь, Иштван (писатель)
Иштван Надь (венг. Nagy István; 22 февраля 1904, Клуж-Напока — 24 апреля 1977, там же) — румынский писатель и драматург венгерского происхождения. Академик Социалистической Республики Румыния. Член Румынской академии (с 1974 года). Лауреат Государственной премии СРР. Герой Социалистической Республики Румыния.

## Биография
Сын рабочего. Сирота с 10 лет. Сам работал плотником и столяром. В 1920 работал в Бухаресте, затем — на верфях Галаца и Брэила.
С 1919 участвовал в рабочем движении, в 1931 году стал членом Коммунистической партии Румынии, за политическую подпольную деятельность несколько раз подвергался арестам, сидел в тюрьмах. Выступая перед рабочими, часто иллюстрировал свои мысли короткими рассказами. Успех этих устных рассказов побудил его заняться литературным творчеством.
Дебютировал с рассказами в 1930 году как один из постоянных сотрудников журнала «Корунк» (Korunk).
В 1932 опубликовал первую книгу — повесть «Фёлди Яноша проглотил город» («Földi Jánost bekapja a város»), где реалистически изобразил нищенскую жизнь окраины индустриального города, рост революционных настроений среди рабочей массы. С Белой Йожей подпольно издавал литературный журнал «Ираток» (Írjatok).

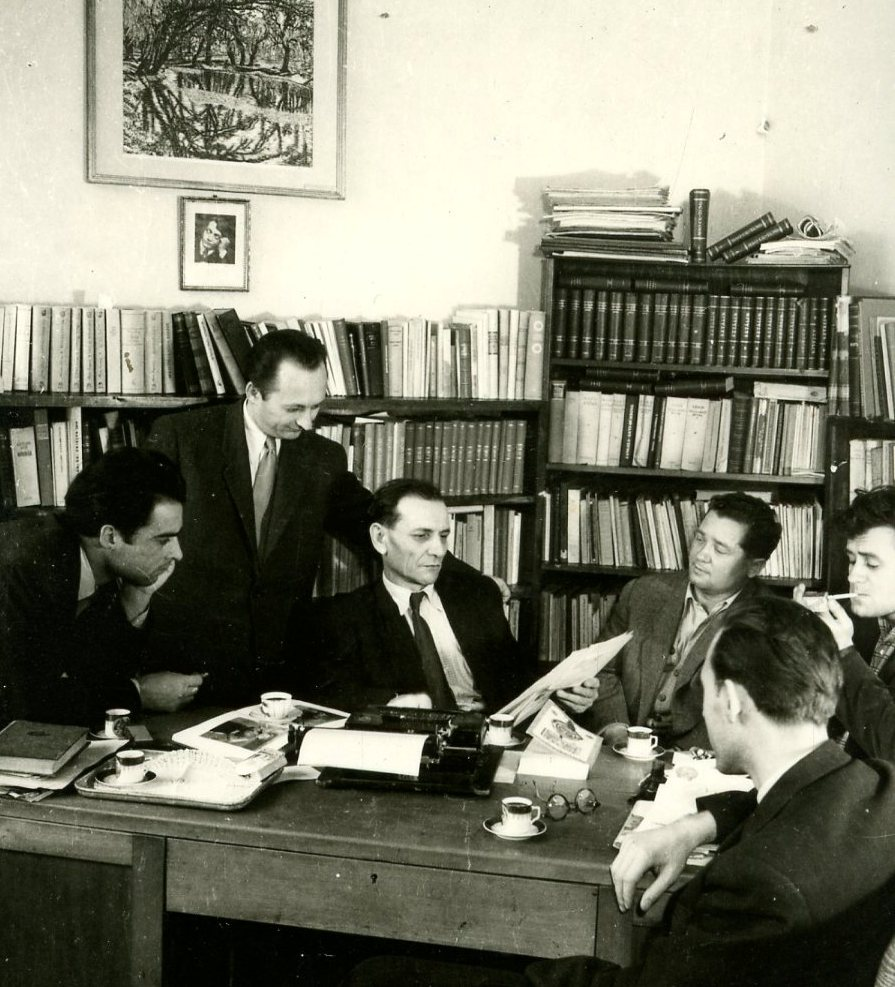
Иштван Надь (сидит в центре) среди писателей

В годы Второй мировой войны опубликовал роман «Внуки олтенцев» («Oltyánok unokái», 1941), где показаны различные пути, которые ведут одного из персонажей к фашистам, другого — к коммунистам.
После освобождения страны и прихода к власти коммунистической партии, Иштван Надь — один из ведущих писателей-венгров, выступающих за создание единого фронта писателей социалистической литературы, концентрирующихся вокруг компартии, за построение социалистического строя в Румынии. С творчеством И. Надя связано становление социалистического реализма в румынской литературе.
После войны был редактором журналов на венгерском языке «Világosság» (1945) и «Igazság» (1946). Избирался депутатом Великого национального собрания СРР. В 1948—1952 годах был преподавателем и ректором Научного университета имени Бойяи в Клуж-Напоке.
В 1951 написал роман «На наивысшем напряжении» («A legmagasabb höfokon») — одну из первых книг о борьбе рабочего класса под руководством партии за народную власть в Румынии. В романе «Городские будни» («Városi hétköznapok», 1964) поднимает проблемы, связанные с социалистической моралью, показывая повседневный кропотливый труд председателя народного совета в одном из промышленных посёлков.
В 1964 году награждён Орденом Труда I степени.